# Halichoeres solorensis
Espèce
Halichoeres solorensis est une espèce de poissons osseux de la famille des Labridae endémique du Pacifique occidental. Il peut atteindre une longueur maximale de 18 cm.